# Gurhó
Gurhó, a mára eltűnt, ősi Árpád-kori falu egykor a mai Mátészalka határában feküdt.
Nevét 1303-ban említik egy oklevélben, mint Mathey-el (Mátéval) szomszédos, de ahhoz tartozó települést.
A falu neve W. Vityi Zoltán helytörténeti kutatásaiban szerepel, más munkák nem említik.
Gurhó falu ugyanúgy, mint Kapus település Mátétól északra terült el. Megközelíthetősége a mai Mátészalkán a Széchenyi utca folytatásába esik, pontos helye azonban nem ismert.
Gazdái a Máté települést is birtokló Mátéi család leszármazottai voltak.
A Mátéi család ősei, Matheí falu alapítói a Hontpázmány nemzetségből származtak.
Máté falu neve az alapító ős utódainak, II. András király poroszlójának és testvéreinek nevében tűnik fel 1216-ban és 1231-ben. Amikor a Mátéi család utolsó férfi tagja, Hunt comes 1303 júniusában birtokait a feleségére, a nővére utódaira és asszonylányaira hagyta, már két Matheí faluról végrendelkezett. Az egyikben állt a család kegyúri temploma, melyet Szent Mihály tiszteletére emeltek.
Az ősi birtoktesthez tartozott Gurhó, Ejeg és Kapus, valamint a vásárolt Besenyő: in duabus villis Mathey, Eyeg, et Kopus ac in villa Beseneu empticia.
Később e birtokok a leányági utódoké lettek, akiktől 1324 körül Magyar Pál mester gimesi várnagy és királyi kincstartó szerezte meg, és azokra 1327-ben királyi megerősítést nyert.

## Forrás
- W. Vityi Z., Maksai, Szab.Szatm. 71.